# Cedric Dubler
Cedric Dubler (né le 13 janvier 1995 à Brisbane) est un athlète australien, spécialiste du décathlon.

## Carrière
Cedric Dubler commence le sport dès son plus jeune âge, par le football d'abord. Il s'essaie ensuite durant son enfance à la gymnastique, au futsal, au basketball, au volley-ball, puis enfin à l'athlétisme. Il fait parie du Club Little Athletics où il excelle dans différentes disciplines comme le 800 m, le saut en hauteur, le saut en longueur, les sprints, et le cross country. La victoire de Steven Hooker au saut à la perche lors des Jeux olympiques de 2008 lui donne envie de s'essayer à la discipline. Il est alors repéré par le coach Eric Brown, qui réalise vite que Dubler est un décathlonien potentiel.
En 2010, il se tourne vers le décathlon , où il réalise 6 097 points.
Alors qu'il n'avait que 17 ans en 2012, Cedric Dubler participe aux Championnats du Monde junior d'athlétisme U20 à Barcelone où il finira à une incroyable 4ème place.
Deux ans plus tard, il participe aux Championnats du monde Junior à Eugene dans l'Oregon. Il obtient la médaille d'argent avec 8094 points, établissant ainsi un nouveau record d'Océanie.
Il était l'un des meilleurs décathloniens juniors d'Australie avec son partenaire d'entraînement Ashley Moloney.
Le 16 avril 2016, il se qualifie pour les Jeux olympiques de Rio lors des championnats nationaux à Sidney avec 8114 points ce qui le propulsa dans les trois meilleurs décathlonien australiens de tous les temps.
Premier australien qualifié sur le décathlon aux Jeux olympiques depuis 2000, Dubler termine 14e des Jeux olympiques de Rio 2016 avec 8 024 points.
En 2017 il défend son titre national et le maintient avec 7779 pts. Il se place 18ème aux championnats du monde IAAF de Londres avec 7728 points.
Le 17 février 2018, il remporte le titre national en portant son record personnel à 8229 points.
En Avril  2018, il gagna la médaille de bronze aux Jeux du Commonwealth devant son public à Brisbane avec 7983 pts.
Durant ces deux compétitions de 2018, il obtient des records personnels au 100m, au lancé du poids, au 110m haies, au saut à la perche, au javelot et au 1500m.
Il remporte la médaille d'argent des championnats d'Océanie 2019 avec 8 031 pts, derrière son compatriote Ashley Moloney (8 103 pts).
Il se classe 11e des championnats du monde 2019 à Doha avec 8 101 pts.
Le 20 décembre 2020, à Brisbane, il termine 2e des Championnats du Queensland derrière Ashley Moloney (8 492 points, record d'Océanie) en battant son record personnel de 138 points, pour en totaliser 8 367 points, et réaliser les minimas pour les Jeux olympiques de Tokyo.
Aux Jeux Olympiques de Tokyo, Cedric Dubler a gagné l'admiration pour avoir sacrifié sa dernière course du décathlon, le 1500 m en agissant comme "un lièvre" et en motivant son compatriote Ashley Moloney. L'altruisme de Dubler a été reconnu par de nombreux commentateurs comme ayant contribué à la victoire de la médaille de bronze de Moloney. Il a été salué par les médias australiens et reconnu comme l'un des moments les plus mémorables des Jeux olympiques de Tokyo ,. Le 30 avril 2022, le président du Comité international olympique (CIO), Thomas Bach, a remis à Cedric Dubler le premier prix Cecil Healy pour l'esprit sportif exceptionnel présenté lors des Jeux olympiques.
En 2022, après sa médaille d'or (8393 pts) aux championnats nationaux à Sidney en avril, il participe aux championnats du monde d'athlétisme à Eugene dans l'Oregon le 23 et 24 juillet. Il termine 8 ème avec 8246 pts.
Alors qu'il vient d'achever son 2ème décathlon de l'année et qu'il n'a que 12 jours entre les deux compétitions, il s'envole pour les Jeux du Commonwealth à Birmingham et y remporte la médaille de bronze avec 8030 pts.

## Palmarès
| Date | Compétition                   | Lieu           | Résultat | Épreuve   | Points    |
| ---- | ----------------------------- | -------------- | -------- | --------- | --------- |
| 2012 | Championnats du monde juniors | Barcelone      | 4e       | Décathlon | 7 588 pts |
| 2013 | Championnats d'Océanie        | Papeete        | 2e       | Hauteur   | 2,06 m    |
| 2013 | Championnats d'Océanie        | Papeete        | 1er      | Longueur  | 7,24 m    |
| 2013 | Championnats d'Océanie        | Papeete        | 1er      | Perche    | 4,50 m    |
| 2014 | Championnats du monde juniors | Eugene         | 2e       | Décathlon | 8 094 pts |
| 2016 | Jeux olympiques               | Rio de Janeiro | 14e      | Décathlon | 8 024 pts |
| 2017 | Championnats du monde         | Londres        | 18e      | Décathlon | 7 728 pts |
| 2018 | Jeux du Commonwealth          | Gold Coast     | 3e       | Décathlon | 7 983 pts |
| 2019 | Hypo-Meeting                  | Götzis         | 8e       | Décathlon | 8 185 pts |
| 2019 | Championnats d'Océanie        | Townsville     | 2e       | Décathlon | 8 031 pts |
| 2019 | Championnats du monde         | Doha           | 11e      | Décathlon | 8 101 pts |
| 2021 | Jeux olympiques               | Tokyo          | 21e      | Décathlon | 7 008 pts |
| 2022 | Championnats du monde         | Eugene         | 8e       | Décathlon | 8 246 pts |
| 2022 | Jeux du Commonwealth          | Birmingham     | 3e       | Décathlon | 8 030 pts |

## Records
| Épreuve           | Performance   | Lieu       | Date             |
| ----------------- | ------------- | ---------- | ---------------- |
| 100 m             | 10 s 63       | Gold Coast | 16 février 2018  |
| Saut en longueur  | 7,74 m        | Eugene     | 22 juillet 2014  |
| Lancer du poids   | 13,29 m       | Mackay     | 4 octobre 2020   |
| Saut en hauteur   | 2,15 m        | Sydney     | 31 mars 2016     |
| 400 m             | 47 s 14       | Sydney     | 1er avril 2022   |
| 110 m haies       | 13 s 86       | Perth      | 13 janvier 2018  |
| Lancer du disque  | 46,01 m       | Mackay     | 4 octobre 2020   |
| Saut à la perche  | 5,20 m        | Gold Coast | 17 février 2018  |
| Lancer du javelot | 62,48 m       | Brisbane   | 20 décembre 2020 |
| 1 500 m           | 4 min 29 s 69 | Götzis     | 26 mai 2019      |
| Décathlon         | 8393 pts      | Sydney     | 2 avril 2022     |